# 紫点红门兰
紫点红门兰（学名：Orchis cruenta）为兰科红门兰属下的一个种。

## 扩展阅读
- 維基物種上的相關：紫点红门兰